# 誓いますか?/誓います
『誓いますか?/誓います』（英: Tying the knot）は、2004年に製作されたアメリカ合衆国のドキュメンタリー映画。

## キャスト
- サム・ボーモント
- ロイス・マレロ

## 上映
- 2005年7月16日 - 第14回東京国際レズビアン&ゲイ映画祭[1]
- 2005年7月24日 - 第1回関西クィア映画祭[2]
- 2006年7月29日 - 第1回青森インターナショナルLGBTフィルムフェスティバル[3]
- 2006年11月25日・26日 - 第2回香川レインボー映画祭[4]